# Rowetta
Rowetta Idah nebo také Satchell (* 5. ledna 1966 Manchester) je anglická zpěvačka, členka skupiny Happy Mondays.

## Život
Narodila se v Manchesteru anglické matce židovského původu a nigerijskému otci, který od rodiny brzy odešel.
V roce 1990 se stala členkou kapely Happy Mondays, s níž nahrála desku Pills 'n' Thrills and Bellyaches (zpívala například i v písni „Stepn On“, která se vyšplhala na páté místo britské hitparády). Dále zpívala na desce Yes Please! (1992). Ve skupině působila do jejího rozpadu v roce 1993, na přelomu tisíciletí se účastnila jejího reunionu, ale během dalšího obnovení činnosti (2004–2010) s ní nezpívala. Od roku 2012, kdy byla kapela obnovena potřetí, s ní Rowetta znovu vystupuje. V roce 2002 hrála sebe samotnou ve filmu Nonstop párty režiséra Michaela Winterbottoma, který sleduje manchesterskou hudební scénu v době, kdy zde působili i Happy Mondays.
V roce 2005 vydala sólové album nazvané Rowetta.

### Další projekty
V roce 1989 nahrála dva singly ve spolupráci se skupinou Vanilla Sound Corps. Dále nahrála píseň „Reach Out“ ve spolupráci s housovým duem Sweet Mercy. V roce 1991 zpívala doprovodné vokály na albu Stars skupiny Simply Red. Roku 1995 zpívala v písni „Your Love“ kapely Inner City. V roce 2001 zpívala na eponymním albu skupiny Playgroup a roku 2015 na desce Voyager portugalské skupiny Mirror People; téhož roku se podílela na desce Diversions dua Fracus & Darwin. Občasně hostuje při koncertech kapely Peter Hook and The Light; kromě koncertů zpívala také na studiovém extended play 1102/2011 (2011). Roku 2004 vystupovala v televizním pořadu The X Factor.